# Seznam budov na Senovážném náměstí v Praze
Seznam budov na Senovážném náměstí v Praze je přehled 35 budov na náměstí, které v roce 1348 jako Senný trh založil římský a český král Karel IV. spolu s Koňským a Dobytčím trhem na Novém Městě Pražském.

## Charakteristika a klasifikace budov

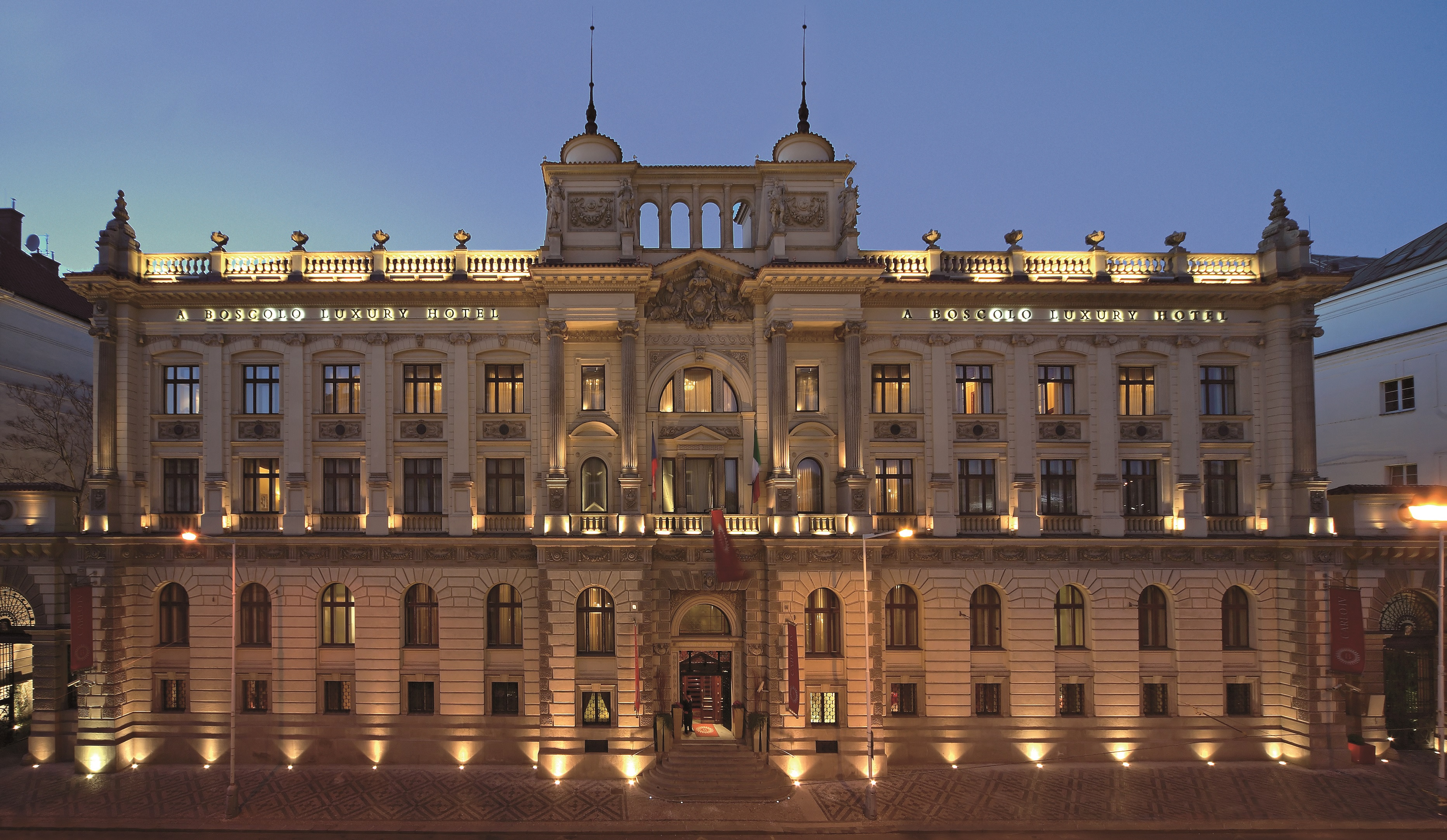
Jedna z dominant náměstí – Hotel Carlo IV. (původně Hypoteční banka)

Nejstarší budovou je kostel sv. Jindřicha a Kunhuty. Ze středověku pochází také Jindřišská věž. Ostatní budovy jsou mnohem mladší. Fasádu ve stylu historismu (pozdní klasicismus, novorenesance) z druhé poloviny 19. století má patnáct domů (č. o. 1, 2, 3, 4, 5, 6, 7, 8, 9, 13, 17, 18, 19, 20, 30), to znamená, že tento styl převládá. Secesní průčelí z počátku 20. století mají 3 domy (č. o. 10, 11, 12). Architekturu z období před 1. světovou válkou ve stylu moderny a novoklasicismu s prvky geometrické secese mají čtyři domy (č. o. 14, 26, 28, 31–33). Fasádu upravenou ve 20. letech 20. století ve stylu novoklasicismu a purismu má 6 domů (č. o. 15, 16, 21, 23, 24, 29) a ve stylu novoklasicismu a rondokubismu tři domy (č. o. 22, 25, 27). 
Převládají nájemní (činžovní) domy, některé budovy byly značně upraveny, takže nechybí kancelářské prostory. Překvapivý může být počet peněžních ústavů a jím blízkých institucí – Hypoteční banka (č. o. 13), Ústřední svaz českých nemocenských pokladen (č. o 22), Pojišťovací banka Slavia (č. o 23), Pivovarská banka (č. o. 25), Agrární banka (č. o. 26), Plodinová burza (č. o. 30) a Pojišťovací (Asekurační) spolek průmyslu cukrovarnického (č. 31–33).
Při stavbě objektů na Senovážném náměstí se několikrát uplatnili architekti a stavitelé Josef Blecha starší (1841–1900), Matěj Blecha (1861–1919), Emil Králíček (1877–1930), Alfred Kirpal (1832–1897) a Josef Zasche (1871–1957).

## Seznam budov
Budovy na severní straně jsou vyznačeny zeleně, na jižní žlutě, na západní červeně. Budovy uprostřed jsou bez barevného vyznačení.
| Budovy na Senovážném náměstí v Praze, jejich převládající styl na průčelí | Budovy na Senovážném náměstí v Praze, jejich převládající styl na průčelí | Budovy na Senovážném náměstí v Praze, jejich převládající styl na průčelí            | Budovy na Senovážném náměstí v Praze, jejich převládající styl na průčelí | Budovy na Senovážném náměstí v Praze, jejich převládající styl na průčelí | Budovy na Senovážném náměstí v Praze, jejich převládající styl na průčelí | Budovy na Senovážném náměstí v Praze, jejich převládající styl na průčelí                       | Budovy na Senovážném náměstí v Praze, jejich převládající styl na průčelí | Budovy na Senovážném náměstí v Praze, jejich převládající styl na průčelí                                                    |
| Číslo orientační                                                          | Číslo popisné                                                             | Fotografie                                                                           | Současný nebo vžitý název (položka na wikidatech)                         | Období výstavby nebo poslední výrazné přestavby                           | Převládající architektonický styl                                         | Architekt                                                                                       | Památková evidence                                                        | Poznámky |
| ------------------------------------------------------------------------- | ------------------------------------------------------------------------- | ------------------------------------------------------------------------------------ | ------------------------------------------------------------------------- | ------------------------------------------------------------------------- | ------------------------------------------------------------------------- | ----------------------------------------------------------------------------------------------- | ------------------------------------------------------------------------- | --- |
|                                                                           |                                                                           | Kategorie „Church of Saint Henry and Saint Cunigunde (Prague)“ na Wikimedia Commons  | Kostel svatého Jindřicha a Kunhuty (Q1742709)                             | 2. polovina 14. století                                                   | gotika                                                                    |                                                                                                 | 39829/1-1050 (PkMIS)                                                      | |
|                                                                           |                                                                           | Kategorie „Jindřišská věž‎‎“ na Wikimedia Commons                                      | Jindřišská zvonice (Q1599796)                                             | 1472–1476, regotizace 1879                                                | pozdní gotika                                                             | regotizace Josef Mocker                                                                         | 39829/1-1050 (PkMIS)                                                      | |
| 1                                                                         | 995                                                                       | Kategorie „Senovážné náměstí 1‎‎‎“ na Wikimedia Commons                                 | Nárožní nájemní dům                                                       | 1889; nástavba 1923                                                       | novorenesance                                                             | Josef Blecha st.; nástavba Max Spielmann                                                        |                                                                           | Probační a mediační služba                                                                                                   |
| 2                                                                         | 994                                                                       | Kategorie „Senovážné náměstí 2‎‎‎“ na Wikimedia Commons                                 | Elbogenův palác (nájemní dům U Slavíčků)                                  | 1873–1874                                                                 | novorenesance                                                             | Alex Linsbauer (stavitel Alfred Kirpal)                                                         |                                                                           | Výbor dobré vůle – Nadace Olgy Havlové                                                                                       |
| 3                                                                         | 993                                                                       | Kategorie „Senovážné náměstí 3“ na Wikimedia Commons                                 | Nájemní dům U Bílého koníka                                               | 1891–1892; nástavba 1921 nebo 1923                                        | novorenesance                                                             | Josef Blecha st.; nástavba Max Spielmann                                                        |                                                                           | |
| 4                                                                         | 1588                                                                      | Kategorie „Senovážné náměstí 4‎‎‎“ na Wikimedia Commons                                 | Nájemní dům (Q107723124)                                                  | 2. pol. 70. let 19. století                                               | pozdní klasicismus a novorenesance                                        | nezjištěný                                                                                      |                                                                           | |
| 5                                                                         | 1463                                                                      | Kategorie „Senovážné náměstí 5‎‎‎“ na Wikimedia Commons                                 | Nájemní dům (Q107723145)                                                  | kolem 1860                                                                | pozdní klasicismus                                                        | nezjištěný                                                                                      |                                                                           | |
| 6                                                                         | 1464                                                                      | Kategorie „Senovážné náměstí 6‎‎‎“ na Wikimedia Commons                                 | Nájemní dům (Q107723197)                                                  | 60. léta 19. století                                                      | pozdní klasicismus                                                        | nezjištěný                                                                                      |                                                                           | |
| 7                                                                         | 1465                                                                      | Kategorie „Senovážné náměstí 7‎‎‎“ na Wikimedia Commons                                 | Nájemní dům (Q31831729)                                                   | 1867                                                                      | pozdní klasicismus                                                        | Josef Svoboda                                                                                   | 41451/1-2111 (PkMIS)                                                      | |
| 8                                                                         | 992                                                                       | Kategorie „Senovážné náměstí 8“ na Wikimedia Commons                                 | Nárožní nájemní dům                                                       | 1866–1867                                                                 | pozdní klasicismus                                                        | Antonín Vondráček                                                                               |                                                                           | Velvyslanectví Filipínské republiky                                                                                          |
| 9                                                                         | 1585                                                                      | Kategorie „Senovážné náměstí 9‎‎‎“ na Wikimedia Commons                                 | Nárožní nájemní dům (Q38036944)                                           | 1872                                                                      | novorenesance                                                             | Václav Sigmund                                                                                  | 41449/1-2110 (PkMIS)                                                      | Státní úřad pro jadernou bezpečnost                                                                                          |
| 10a (10)                                                                  | 2088 (1984)                                                               | Kategorie „Senovážné náměstí 10‎‎‎“ na Wikimedia Commons                                | Nájemní dům (Q31831879)                                                   | 1903                                                                      | secese s prvky historismu                                                 | Emil Králíček (pro stavební firmu Matěje Blechy)                                                | 49801/1-2256 (PkMIS)                                                      | Historický Ústřední sekretariát Republikánské strany zemědělského a malorolnického lidu                                      |
| 11                                                                        | 1985                                                                      | Kategorie „Senovážné náměstí 11‎‎‎“ na Wikimedia Commons                                | Nájemní dům (Q38036833)                                                   | 1902–1903                                                                 | rostlinná secese                                                          | Josef Podhajský                                                                                 | 13420/1-2293 (PkMIS)                                                      | Plastická výzdoba Celda Klouček                                                                                              |
| 12                                                                        | 1986                                                                      | Kategorie „Senovážné náměstí 12‎‎‎“ na Wikimedia Commons                                | Votočkův nájemní dům (Q102046893)                                         | 1902–1903                                                                 | secese s prvky historismu                                                 | Emil Králíček (pro stavební firmu Matěje Blechy)                                                |                                                                           | Plastická výzdoba Celda Klouček                                                                                              |
| 13                                                                        | 991                                                                       | Kategorie „Hotel Carlo IV‎“ na Wikimedia Commons                                      | Hotel Carlo IV. (Q31831798)                                               | 1889–1890 plány (realizace asi před 1894)                                 | novorenesance                                                             | Achille Wolf (realizace Alois Elhenický)                                                        | 41019/1-1831 (PkMIS)                                                      | Původně Hypoteční banka, později budova poštovních úřadů                                                                     |
| 14                                                                        | 1015                                                                      | Kategorie „Opletalova 55‎‎‎‎“ na Wikimedia Commons                                       | Palác Pražské železářské společnosti (Q61718369)                          | 1906–1908                                                                 | novoklasicismus s prvky pozdní secese                                     | Josef Zasche                                                                                    |                                                                           | |
| 15                                                                        | 987                                                                       | Kategorie „Senovážné náměstí 1‎‎‎5“ na Wikimedia Commons                                | Designhotel 987 (Q65926753)                                               | 20. léta 20. století                                                      | novoklasicismus                                                           | Adolf Foehr                                                                                     |                                                                           | Interiéry hotelu navrhlo studio Znamení čtyř.                                                                                |
| 16                                                                        | 1565                                                                      | Kategorie „Senovážné náměstí 16‎‎‎“ na Wikimedia Commons                                | Nájemní dům (Q107718682)                                                  | 20. léta 20. století (?)                                                  | jednoduchý prvorepublikový styl činžovních domů                           |                                                                                                 |                                                                           | |
| 17                                                                        | 1628                                                                      | Kategorie „Senovážné náměstí 17‎‎‎“ na Wikimedia Commons                                | Nájemní dům (Q31831770)                                                   | 1885                                                                      | novorenesance                                                             | Josef Blecha st.                                                                                | 40055/1-1197 (PkMIS)                                                      | |
| 18                                                                        | 984                                                                       | Kategorie „Senovážné náměstí 18‎‎‎“ na Wikimedia Commons                                | Nájemní dům Francká zahrada (Q107718699)                                  | 1871                                                                      | pozdní klasicismus                                                        | nezjištěný                                                                                      |                                                                           | |
| 19                                                                        | 1375                                                                      | Kategorie „Senovážné náměstí 19‎‎‎“ na Wikimedia Commons                                | Nájemní dům (Q38036839)                                                   | 50. léta 19. století                                                      | klasicismus                                                               | nezjištěný                                                                                      | 49967/1-2236 (PkMIS)                                                      | Trinity Bank |
| 20                                                                        | 982                                                                       | Kategorie „Senovážné náměstí 20‎‎‎“ na Wikimedia Commons                                | Nájemní dům U Kominíků (U Maternů)                                        | 1870–1871                                                                 | novorenesance (s později přidaným secesním dekorem)                       | Alfred Kirpal                                                                                   |                                                                           | |
| 21                                                                        | 981                                                                       | Kategorie „Hotel Zlatá váha‎“ na Wikimedia Commons                                    | Hotel Zlatá váha (Q107549336)                                             | 1867 nebo 1868, 1920                                                      | pozdní klasicismus a novorenesance, novoklasicistní úpravy                | Václav Šalanda                                                                                  |                                                                           | Dříve dům U Zlaté váhy, Špottovo sanatorium                                                                                  |
| 22                                                                        | 980                                                                       | Kategorie „Senovážné náměstí 22“ na Wikimedia Commons                                | Budova Nemocenské pokladny (Q107718772)                                   | 1867, 1923–1925                                                           | novoklasicismus a rondokubismus                                           | František Havel (původní nájemní dům), Rudolf Jonáš (plány přestavby ve 20. letech 20. století) |                                                                           | Původně nájemní dům, Ústřední svaz českých nemocenských pokladen, Českomoravská hypoteční banka, zdravotnické zařízení       |
| 23                                                                        | 978                                                                       | Kategorie „Senovážné náměstí 23“ na Wikimedia Commons                                | Bankovní dům Slavia (Q107718834)                                          | 1920–1921 a 1928–1929                                                     | novoklasicismus                                                           | František Krásný                                                                                |                                                                           | Banka Slavia, Dům Československých odborů                                                                                    |
| 24                                                                        | 977                                                                       | Kategorie „Senovážné náměstí 24‎‎‎“ na Wikimedia Commons                                | Dům Hospodářského družstva statkářů (Q107718869)                          | 1924–1926                                                                 | novoklasicismus s prvky art deco                                          | Bohumír Kozák                                                                                   |                                                                           | Československý svaz mládeže, Socialistický svaz mládeže, od roku 1998 Česká rada dětí a mládeže, Junák – český skaut         |
| 25                                                                        | 872                                                                       | Kategorie „Senovážné náměstí 25‎‎‎“ na Wikimedia Commons                                | Pivovarská banka (Q107718584)                                             | 1888, 1921–1922                                                           | rondokubismus                                                             | Rudolf Tereba, Theodor Petřík a Václav Pilc                                                     |                                                                           | |
| 26                                                                        | 871                                                                       | Kategorie „Senovážné náměstí 26‎‎‎“ na Wikimedia Commons                                | Agrární banka                                                             | 1913–1914                                                                 | novoklasicismus                                                           | Jaroslav Libánský                                                                               |                                                                           | |
| 27                                                                        | 870                                                                       | Kategorie „Senovážné náměstí 27“ na Wikimedia Commons                                | Nájemní dům                                                               | 20. léta 20. století                                                      | rondokubismus                                                             |                                                                                                 |                                                                           | |
| 28                                                                        | 869                                                                       | Kategorie „Dům U Tří jezdců‎‎‎‎“ na Wikimedia Commons                                    | Dům U Tří jezdců (Q23929343)                                              | 1906–1907 nebo 1908                                                       | pozdní (geometrická) secese                                               | Josef Zasche                                                                                    |                                                                           | |
| 29                                                                        | 866                                                                       | Kategorie „Přístavba Plodinové burzy‎“ na Wikimedia Commons                           | Přístavba Plodinové burzy                                                 | 1928–1929                                                                 | novoklasicismus                                                           | Bohumil Hübschmann                                                                              | 41012/1-1826 (PkMIS)                                                      | V budově bývalo Ústřední loutkové divadlo (Kleine Bühne, Divadlo mladých pionýrů, divadlo U Jindřišské věže, Divadlo Minor). |
| 30                                                                        | 866                                                                       | Kategorie „Plodinová burza‎‎‎‎“ na Wikimedia Commons                                     | Plodinová burza (Q26837128)                                               | 1892 nebo 1893–1894                                                       | novorenesance                                                             | Bedřich Ohmann                                                                                  | 41012/1-1826 (PkMIS)                                                      | Dříve Dům Čs. Televize |
| 31–33                                                                     | 976                                                                       | Kategorie „Budova Asekuračního spolku průmyslu cukrovarnického‎‎‎‎“ na Wikimedia Commons | Cukrovarnický (Cukerní) palác (Q19730483)                                 | 1912–1915 nebo 1916                                                       | bavorský novoklasicismus s prvky pozdní secese                            | Theodor Fischer, půdorysy Josef Zasche, realizace Matěj Blecha                                  | 12366/1-2194 (PkMIS)                                                      | Dříve sídlo Investiční a poštovní banky, od roku 2022 hotel Andaz Prague.                                                    |